# Isola Liciniana
Licignana, Liciniana, Lachiana o Jaklian (in croato Jakljan) è un'isola della Croazia, dell'arcipelago delle isole Elafiti, situata di fronte alla costa dalmata, nel mare Adriatico. Amministrativamente appartiene alla città di Ragusa (Dubrovnik) nella regione raguseo-narentana.

## Geografia
Liciniana è un'isola disabitata a nord-ovest di Ragusa, separata dalla terraferma dal canale di Calamotta o Calamota (Koločepski kanal), all'altezza della Val di Maestro (zaljev Budima). Si trova a nord-ovest di Giuppana, separata da quest'ultima da un breve tratto di mare che si chiama Bocca Pompeiana o di Pompeo o Porta Pompeiana (prolaz Harpoti). La Bocca Pompeiana è compresa tra la punta meridionale di Licignana che termina in punta Falchetti (rt Sokolić) e la sottile penisola di Giuppana che chiude a sud-ovest la valle Luca o di Scipan (uvala Luka) dove si trova porto Giuppana (Šipanska luka). A nord, Licignana è divisa da Olipa dal passaggio di Bocca Falsa (Mali Vratnik).
L'isola, che ha una forma irregolare, ha una superficie di 3,07 km², lo sviluppo costiero è di 14,648 km e l'altezza massima è quella del monte Stalle Caline (Katine Staje), 215 m. La lunghezza dell'isola, da punta Secca (rt Seka) a punta Falchetti, è di circa 5,1 km. L'insenatura maggiore è quella di porto Galera (uvala Veli Jakljan), a nord-est.

### Isole adiacenti
- Cerna Secca[7] (Crna Seka), scoglio adiacente a punta Secca, l'estremità settentrionale di Liciniana; ha un'area di 1130 m²[18] 42°45′14″N 17°47′13″E.
- Olipa, a nord-ovest.
- Taian (Tajan), a nord-est di punta Secca.
- Cerquina (Crkvina), a nord.
- Isolotto Nudo[5] o Golech[7][9] (Goleč), piccolo scoglio allungato tra Cerquina e Cosmaz; ha un'area di 3010 m²[18] 42°45′00″N 17°49′11″E.
- Cosmaz (Kosmeč), a nord di porto Galera.
- Giuppana (Šipan), a est.

## Storia
Il nome dell'isola deriva probabilmente dal nome del suo proprietario all'epoca romana: Licinius.
L'isola è stato il luogo del massacro di 204 prigionieri tedeschi e croati nella guerra dei partigiani iugoslavi nel maggio 1945.

### Cartografia
- (HR) Mappa topografica della Croazia 1:25000, su preglednik.arkod.hr. URL consultato il 27 febbraio 2017.
- G. Giani, Carta prospettiva delle Comuni censuarie della Dalmazia, foglio 12, 1839. Fondo Miscellanea cartografica catastale, Archivio di Stato di Trieste.
- Carta di cabottaggio del mare Adriatico, foglio XI, Milano, Istituto geografico militare, 1822-1824. URL consultato il 16 febbraio 2017 (archiviato dall'url originale il 13 aprile 2013).